# Municipal Annexe
El Anexo Municipal es un edificio situado en el número 68 Dale de Street, Liverpool, al lado de Municipal Buildings, la antigua sede administrativa del Ayuntamiento de Liverpool.

## Historia
Fue construido en 1883 según un diseño de F &amp G Holme como base para el Conservative Club.  Más tarde fue adquirida por el Ayuntamiento y albergó el departamento de educación, pero se vendió a fines de la década de 1990. Se pretendía que el edificio se conectara con otras dos propiedades en St Thomas Street y se convirtiera en el primer hotel de 5 estrellas de Liverpool, conocido como Layla. Inicialmente planeado para abrir en 2006, el proyecto se retrasó y los inversionistas, Illiad, vendieron sus acciones en el desarrollo a un consorcio con sede en Dubái en julio de 2012. El nuevo hotel de 87 habitaciones abrió sus puertas en octubre de 2015 con la marca DoubleTree by Hilton.

## Arquitectura
Tiene tres plantas de altura con sótano y desván y está construido en piedra con cubierta abuhardillada de pizarra. El exterior está parcialmente rodeado de balaustradas y hay un balcón en el primer piso.